# Майнхер V фон Майсен
Майнхер V (VI) фон Майсен (на немски: Meinher V (VI) Burggraf von Meissen Graf zu Hartenstein; † между 29 септември 1386 и 6 декември 1386 или между 29 септември 1396 и 6 декември 1396) е бургграф на Майсен и граф на Хартенщайн от линията Хартенщайн на род Майнхеринги.
Той е син на Херман III (IV/V) фон Майсен († 9 март 1351), бургграф на Майсен, граф на Хартенщайн, съпругата му Вилибирг фон Кверфурт-Магдебург († 20 октомврти 1336), дъщеря на бургграф Бурхард VIII фон Кверфурт-Магдебург († сл. 1313), капитан на Майсен, внучка на бургграф Бурхард VI (X) фон Кверфурт, бургграф на Магдебург († 1273/1278). Внук е на бургграф Майнхер IV фон Майсен († 1308) и на София († 1313/1317). Брат е на Бертхолд фон Майсен († 4 декември 1398), женен за Елизабет († 16 февруари 1404), баща на Майнхард VI фон Майсен († сл. 1401).

## Фамилия
Майнхер V фон Майсен се жени за София фон Шварцбург († сл. 1394), дъщеря на граф Хайнрих IX фон Шварцбург († 1358/1360) и Хелена фон Шаумбург-Холщайн-Пинеберг († 1341). Те имат децата:
- Хелена фон Майсен (* 1360; † 13 юли 1393), омъжена за граф Фридрих XIV фон Байхлинген (* ок. 1350; † 12 юни/15 юни 1426, при Усти над Лабем/Аусиг)
- Хайнрих I фон Хартенщайн (* пр. 1381; † 1423), бургграф на Майсен (1388 – 1423), женен за Катерина фон Глайхен († 13 юли 1408)
- Катарина фон Майсен († ок. 1354), омъжена за пан Петр I зе Кравар († 1411).

Вдовицата му София фон Шварцбург се омъжва втори път за граф Хайнрих XIII фон Шварцбург-Бланкенбург (1339 – 1357), син на крал Гюнтер фон Шварцбург-Бланкенбург († 1349).